# Petaling (Banyuasin III)
Petaling is een bestuurslaag in het regentschap Banyuasin van de provincie Zuid-Sumatra, Indonesië. Petaling telt 1805 inwoners (volkstelling 2010).